# Pintura mural amb l'escena del Sant Sopar (Tallers de la Seu d'Urgell)
La Pintura mural amb l'escena del Sant Sopar és un fragment de pintura mural amb l'escena del Sant Sopar realitzada pels Tallers de la Seu d'Urgell entre els anys 1242 - 1255 a la capella de Santa Caterina de la Catedral de la Seu d'Urgell (Seu d'Urgell, Alt Urgell). Actualment i des de l'any 1933 es troba al Museu Episcopal de Vic. Aquest fragment de pintura pertany a un conjunt pictòric constituït per: el martiri de Santa Caterina (conservat a la Fundació Abegg-Stiftung de Riggisberg, Suïssa) i per l'escena de la disputa i l'arrest de Santa Caterina (conservat al MNAC).

## Estil
L'estil en el qual està realitzada la pintura es caracteritza per a mesclar amb el tremp i la calç, colors amb tons terrosos que es reforcen amb colors vermellosos obtinguts a partir del cinabri.